# Jak błogo wiedzieć
Jak błogo wiedzieć – chrześcijańska pieśń protestancka, napisana przez sławną amerykańską pisarkę – Fanny Crosby. Melodię do pieśni skomponowała Phoebe Knapp. Rytm 9.10.9.9 z refrenem 9.9.9.9. Takt: 9/8.

## Powstanie pieśni
Fanny Crosby przyszła do Phoebe Knapp, aby zagrała dla niej na fortepianie. Knapp, gdy zagrała, poprosiła Crosby, aby coś powiedziała. Wtedy rzekła: „Jak błogo wiedzieć: Jezus jest mój!”, następnie napisała pod usłyszaną melodię trzy zwrotki i refren.

## Tekst
| Oryginalny tekst angielski | Tekst polski według „Śpiewnika Pielgrzyma” |
| 1. Blessed assurance, Jesus is mine! O what a foretaste of glory divine! Heir of salvation, purchase of God, born of his Spirit, washed in his blood.      | 1. Jak błogo wiedzieć: Jezus jest mój! Jakże ten pokój słodzi mi znój! On życie z nieba, wieczny w Nim dział I odpuszczenie grzechów mi dał.         |
| Refrain: This is my story, this is my song, praising my Savior all the day long; this is my story, this is my song, praising my Savior all the day long.   | Refren: Chcę sławić Zbawcę swego po zgon, Bo gdzież Zbawiciel większy niż On? Kto może tyle pociech mi nieść? Nikt, tylko Jezus, Jemu dam cześć!     |
| 2. Perfect submission, perfect delight, visions of rapture now burst on my sight; angels descending bring from above echoes of mercy, whispers of love.    | 2. Jemu żyć pragnę – to życia raj. Śpiewaj Mu, serce, wdzięcznie Mu graj! On mię prowadzi przez mgłę i cień, Gdy grzech się wzmaga, wnet wyrwie zeń. |
| 3. Perfect submission, all is at rest; I in my Savior am happy and blest, watching and waiting, looking above, filled with his goodness, lost in his love. | 3. Nikt z Jego ręki nie wyrwie mnie, Z tego niezmiernie ja cieszę się; Przeto też ufność w Nim tylko mam, On do niebieskich wiedzie mię bram.        |

## Wykorzystanie
Pieśń ta jest śpiewana podczas nabożeństw w prawie wszystkich kościołach protestanckich. Doczekała się, podobnie jak większość pieśni Fanny Crosby, przekładów na rozmaite języki świata. W języku polskim pieśń tę możemy odnaleźć m.in. w Śpiewniku Pielgrzyma, z którego korzysta większość wspólnot ewangelicznego chrześcijaństwa, pod numerem 299.
„Jak błogo wiedzieć” jest śpiewane w filmie „The Trip to Bountiful”.